# Neue Bielefelder Hütte
Die Neue Bielefelder Hütte ist eine Schutzhütte der Sektion Bielefeld des Deutschen Alpenvereins. Sie liegt in den Stubaier Alpen in Tirol, Österreich. Sie liegt auf einer Höhe von 2112 m ü. A. nordwestlich des 3007 m hohen Acherkogels im vorderen Ötztal, direkt im Skigebiet Hochoetz. Sie wird im Dialekt Biilefaldar genannt. 

## Geschichte

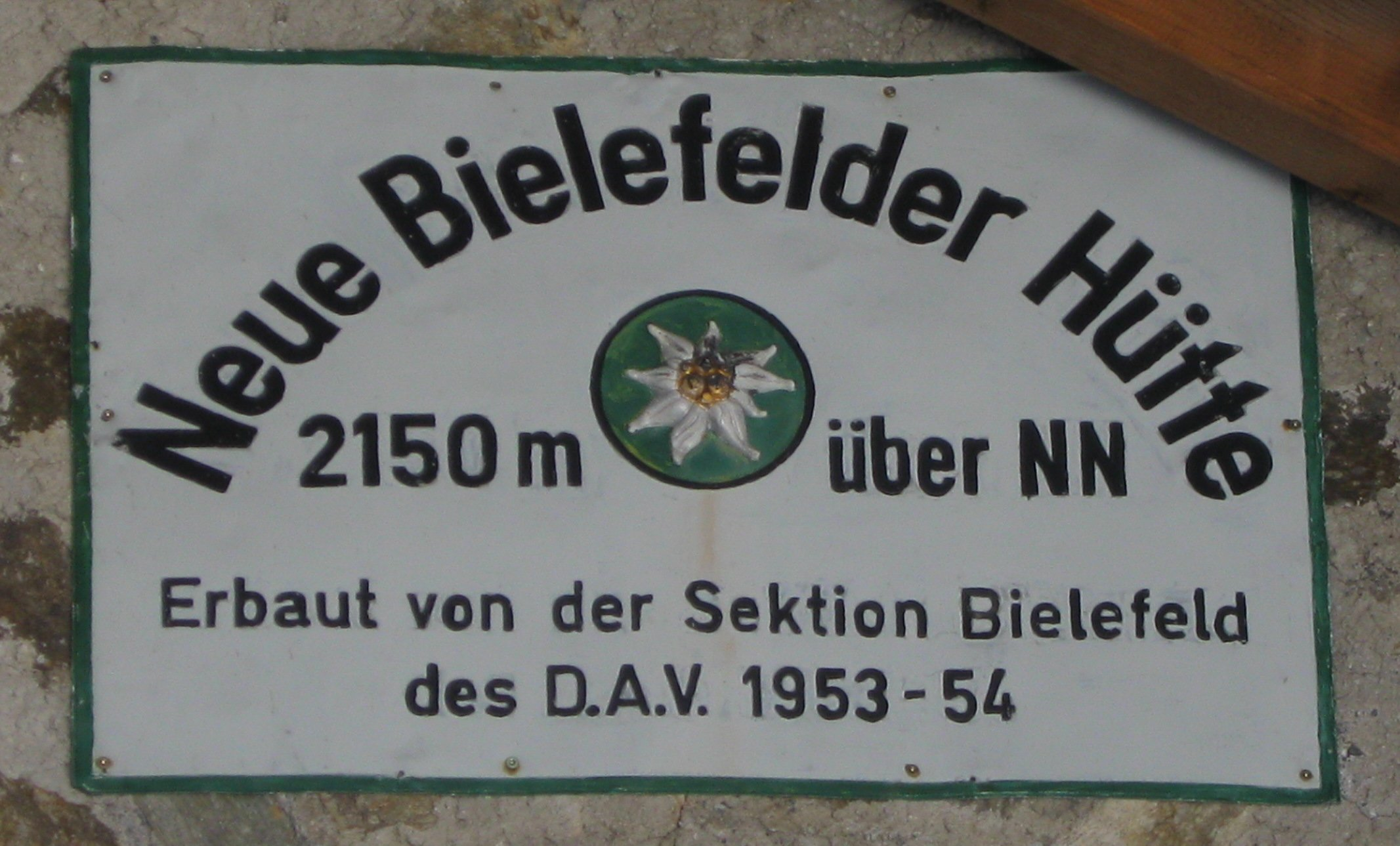
Das Türschild der Hütte

Die Alte Bielefelder Hütte wurde im Jahre 1914 direkt unter den Nordabstürzen des Acherkogels, knapp zwei Kilometer südöstlich des jetzigen Standortes erbaut (Lage). Sie wurde 1951 von einer Lawine zerstört. Die Hütte wurde nicht mehr aufgebaut, heute existiert nur mehr der Keller. 1953/54 wurde dann die Neue Bielefelder Hütte an ihrem heutigen Standort zeitgemäß errichtet.

## Zugänge
- Von Oetz (1068 m) über Windegg oder Acherbergalm in einer Gehzeit von 3½ Stunden.
- Von Ochsengarten (1542 m) in einer Gehzeit von zwei Stunden.
- Mit der Acherkogelbahn oder dem Zubringer von Ochsengarten bis Hochoetz (2020 m), von dort in einer Gehzeit von einer halben Stunde oder im Winter mit Skiern.

## Tourenmöglichkeiten

### Übergänge zu Nachbarhütten
- Zur Dortmunder Hütte (1948 m)
  - über Mittertaler Scharte (2630 m) in einer Gehzeit von vier Stunden oder
  - über Balbachalm und Iss-Alm in einer Gehzeit von drei bis vier Stunden.
- Zur Schweinfurter Hütte (2034 m) über Niederreichscharte (2728 m) und Hochreichscharte (2912 m) auf dem Wilhelm-Oltrogge-Weg in einer Gehzeit von sieben bis acht Stunden.

### Gipfelbesteigungen
- Acherkogel (3008 m), Gehzeit: 3–4 Stunden
- Hochreichkopf (3008 m), Gehzeit: 5 Stunden
- Hohe Wasserfalle (3003 m)
- Großer Wechnerkogel (2955 m), Gehzeit: 5 Stunden
- Wetterkreuz (2591 m), Gehzeit: 2 Stunden

### Wandergebiet Hochoetz-Ochsengarten-Kühtai
Die Bielefelder Hütte ist Etappenziel des Knappenweges im Wandergebiet Hochoetz Ochsengarten Kühtai. Dieser orientiert sich an der historischen Vergangenheit der Region als mittelalterliches Bergbaugebiet.

### Skitouren
- Aufstieg von Oetz über Windegg
- Roßkopf (2399 m)
- Wetterkreuz (2591 m)

## Karten und Literatur
- Walter Klier: Alpenvereinsführer alpin Stubaier Alpen. Bergverlag Rother, Ottobrunn, ISBN 3-7633-1271-4
- O. Ringel, S. Schöpf, R. Baumotte, W. Eilart: Hüttenporträt – 50 Jahre Neue Bielefelder Hütte. In: Panorama – Mitteilungen des Deutschen Alpenvereins, 56, 1 (Februar 2004) S. 40ff., ISSN 1437-5923
- Kompass Wander-, Rad- und Skitourenkarte 43, Ötztaler Alpen – Ötztal Pitztal, 1:50.000, ISBN 978-3-85491-049-7